# Александро-Невский собор (Феодосия)
Александро-Невский собор — одна из утраченных святынь Феодосии. Располагался на территории нынешнего морского сада.

## История

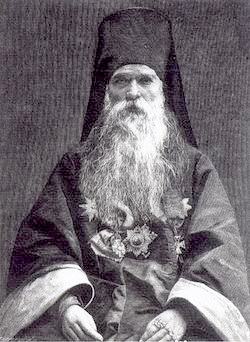
Архиепископ Таврический и Симферопольский Гурий (Карпов)

Планировался к перестройке из старинной турецкой мечети Биюк-Джами (Султан-Селим). Мечеть была построена около 1522 на месте и с использованием элементов древнего католического храма Святой Агнессы. Указом императора Александра I 1817 года было принято решение о создании на историческом месте православного собора. При разборке старого фундамента была обнаружена древняя каменная плита с изображением святого Николая Чудотворца с Евангелием, помещённая позднее в алтаре собора. Реконструкция здания затянулась, оно обветшало и в 1834 году по указанию Феодосийского градоначальника Александра Казначеева оно было разобрано.
Строительство храма но новому проекту началось лишь в 1871 году и завершилось в 1873, когда храм был освящён в присутствии епископа Гурия (Карпова). Собор был построен в виде трёхнефной базилики, внутри он был украшен мраморными колоннами, сохранившимися от древнего византийского храма. В плане здание представляло собой крест. В храме находился образ идущего по воде Иисуса Христа кисти Ивана Айвазовского. 
Собор стал одним из главных украшений города и центром его общественной жизни. Ни одно важное событие в городе не начиналось без богослужения в главном храме. В соборе хранилась икона Божией Матери «Знамение», считавшаяся покровительницей Феодосии, переданная ему в 1876 году.
Старостой собора был директор Феодосийской мужской гимназии В. К. Виноградов.
В 1875 году в соборе был погребён командир линкора «Чесма» вице-адмирал Виктор Матвеевич Микрюков, герой обороны Севастополя во время Крымской войны и участник сражения при Синопе. 
Кроме этого на при храмовом погосте были похоронены:
- Гончаров Иоанн Ильич (11 июня 1846 — 2 февраля 1846) — священник;
- Граперон Анна Николаевна (? — 23 мая 1877) — скорей всего, жена феодосийского врача, краеведа Граперона Ивана Ивановича;
- Кулаков Павел Николаевич (? — 7 августа 1874, 44 л.) — командир Горско-Моздокского казачьего полка;
- Павленко Иван Григорьевич (1831 — 20 июля 1905)[3]

Во время Первой мировой войны храм был повреждён при обстреле города турецким лёгким крейсером «Гамидие», когда в16 (29) октября  1914 года в его куполе пробили дыру три снаряда.
В 1920 году в соборе провели заупокойную службу по 14 юнкерам Киевского Константиновского военного училища, а впоследствии их предположительно погребли в цокольном этаже (там же где и адмирала Микрюкова). Другой источник указывает, что юнкеров похоронили на старом городском кладбище Феодосии 28 января 1920 года. Среди юнкеров училища были представители известных родов — граф Илларион Владимирович Мусин-Пушкин, барон Николай Штакельберг I, Константин Илловайский. По уточнениям родственников граф Владимир Владимирович Мусин-Пушкин был в Феодосии на могиле сына Иллариона.
Гибель храма пришлась на советское время. Он был разрушен в 1933 году.